# Konståret 1895

## Händelser

### Okänt datum
- Peter Henry Emerson publicerar sin sista fotobok, Marsh Leaves.
- Konstakademien arrangerar den första Tallbergska kursen.

## Verk

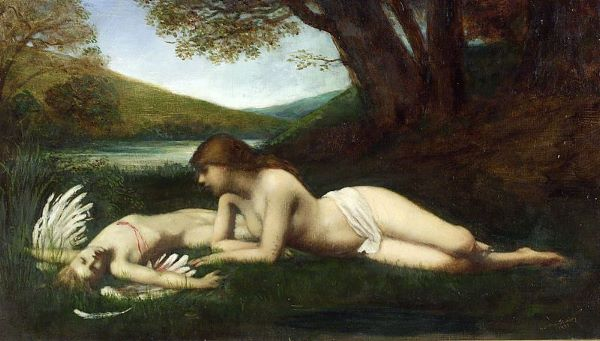
Dorothy Tennants tavla L'Amour Blessé från 1895.

- Théophile Steinlen - Les Chanteurs des Rues.
- Dorothy Tennant - L'Amour Blessé.
- John Henry Twachtman - The White Bridge (Minneapolis Institute of Art).
- Félix Vallotton - Clair de lune.

## Utställningar
- Venedigbiennalen hålls första gången

## Födda
- 21 januari - Cristobal Balenciaga (död 1972), spansk modedesigner.
- 4 mars - Mikuláš Galanda (död 1938), slovakisk målare och illustratör.
- 17 mars - Gunnar Christenson (död 1979), svensk konstnär och teckningslärare.
- 24 mars - Ture Dahlö (död 1970), svensk konstnär, målare och grafiker.
- 8 maj - Nils Melander (död 1980), svensk tecknare och trycksaksritare.
- 14 maj - Marianne Mörner (död 1977), svensk konstnär och operasångare.
- 24 maj - Marcel Janco (död 1984), rumänsk konstnär och arkitekt.
- 29 maj - Emil Hellbom (död 1969), svensk konstnär.
- 3 juni - Frank McKelvey (död 1974), irländsk målare.
- 5 juni – William Roberts (död 1980), engelsk målare.
- 16 juni - Signe Barth (död 1982), svensk målare och tecknare.
- 28 juni - Cicely M. Barker (död 1973), brittisk poet och illustratör.
- 2 juli - Gen Paul (död 1975), fransk målare och gravör.
- 8 juli - Alexander Roos (död 1973), svensk konstnär.
- 12 juli - Buckminster Fuller (död 1983), amerikansk arkitekt.
- 20 juli - László Moholy-Nagy (död 1946), ungersk skulptör, målare, formgivare och fotograf.
- 7 augusti - Alain Saint-Ogan (död 1974), fransk serieförfattare och konstnär.
- 17 augusti - Talbert Abrams (död 1990), amerikan känd som "flygfotografiets fader".
- 22 augusti - Arvid Backlund (död 1985), svensk skulptör.
- 1 september - Märta Alexanderson (död 1978), svensk konstnär (målare, tecknare och textilkonstnär).
- 8 oktober - Viking Dahl (död 1945), svensk kompositör, målare och författare.
- 8 oktober - Harald Sallberg (död 1963), svensk grafiker.
- 21 oktober - Martin Emond (död 1965), svensk konstnär.
- 1 november - David Jones (död 1974), brittisk poet och målare.
- 18 december - Hilda Kristina Gustafson-Lascari (död 1937), var en svensk skulptör.
- okänt datum - Erik Sköld (död 1965), svensk konstnär och konservator.
- okänt datum - Hugo Zuhr (död 1971), svensk målare.

## Avlidna
- 1 februari – Mary Thornycroft (född 1814), brittisk skulptör.
- 8 februari – Jean-François Portaels (född 1818), belgisk målare.
- 2 mars – Berthe Morisot (född 1841), fransk målare.
- 11 mars – Gaetano Milanesi (född 1813), italiensk konsthistoriker.
- 24 mars – Bertha Valerius (född 1824), svensk fotograf och porträttmålare.
- 19 april – Sir George Scharf (född 1820), brittisk konstkritiker.
- 21 september – Silvestro Lega (född 1826), italiensk målare.
- 23 november – Mauritz de Haas (född 1832), nederländsk/amerikansk målare.